# MG 17機槍
MG 17是一款於二次大戰期間由萊茵金屬生產，並被納粹德國空軍廣泛運用的7.92毫米口徑機槍。

## 历史
一款堪稱在二次大戰爆發之前被德國軍機廣泛使用的通用機槍，但在1940年之後就換成口徑較大的重機槍或機砲·在1945年後只有極少數軍機有裝配MG 17機槍。
MG 17機槍被裝備在Bf 109戰鬥機，Bf 110戰鬥機，Fw 190戰鬥機，Ju 87俯衝轟炸機，Ju 88C 夜間戰鬥機，He 111轟炸機，Dornier Do 17/215 夜間戰鬥機，FW 189侦察机與許多其他軍機上· 許多安裝於飛機上的MG 17機槍後來被撤換下改裝為步兵使用機槍·1944年1月1日前，官方報告顯示總共生產了24271挺機槍。